# Federico Platero
Federico Platero Gazzaneo (Treinta y Tres, Uruguay, 7 de febrero de 1991) es un futbolista uruguayo. Juega de defensa y su club actual es Albion Football Club, pionero de la Primera División de Uruguay.

## Clubes
| Club                    | País    | Año       |
| ----------------------- | ------- | --------- |
| Defensor Sporting Club  | Uruguay | 2008-2012 |
| Juventud de las Piedras | Uruguay | 2012-2013 |
| FC Wil                  | Suiza   | 2013-2014 |
| NK Osijek               | Croacia | 2015      |
| Juventud de las Piedras | Uruguay | 2015-2016 |
| Mushuc Runa S.C.        | Ecuador | 2016      |
| Liverpool F.C.          | Uruguay | 2017-2019 |
| Criciúma EC             | Brasil  | 2019-2020 |
| Progreso                | Uruguay | 2020-2021 |
| Unión Española          | Chile   | 2021      |
| Albion Football Club    | Uruguay | 2022-Act. |